# Domingo al día
Domingo al día es un programa informativo matutino de la cadena América Televisión, emite reportajes e informes del ámbito social, nacional e internacional.

## Historia
El programa sale al aire por primera vez en América Televisión, el 26 de noviembre de 2006, a las 8:00 a. m., y estando bajo la conducción de Augusto Thorndike y Fernanda Kanno. En 2010, Thorndike se retira y Fernanda Kanno continúa en el programa; a partir de octubre de ese mismo año el horario cambia a las 8:30 a. m. con el estreno de América Noticias: Edición dominical. Durante el periodo 2015-2018, Evelyn Kahn se encargó de ser la presentadora del programa. Desde 2018, conduce Melissa Peschiera, bajo la dirección periodística de José Díaz Rodríguez.

## Tratamiento periodístico
El programa se centra mayormente en resúmenes de la semana, incluido producciones del canal.
También se centra policiales con mayor énfasis a las investigaciones de la Policía Nacional del Perú. Sin embargo, en 2023, La Encerrona de Marco Sifuentes detectó desinformación en un reportaje, luego que un grupo de troles utilizó perfiles de influencers para realizar una broma pesada emitida por el informativo sin conocer ese contexto. El periodista especialista en tecnología y cultura popular, Óscar Soto, identificó la viralización de la foto de un youtuber como supuesto jefe de Odarteam, una falsa organización criminal de extorsionadores que el magacín la atribuyó en su investigación policial sin rectificarse tras finalizar el reportaje.

## Presentadores
- Fernanda Kanno (2006-2015)
- Augusto Thorndike (2006-2010)
- Evelyn Kahn (2015-2018)
- Melissa Peschiera (2018-presente)

## Temporadas
| Temporada | Temporada | Episodios | Episodios | Emisión original        | Emisión original        |
| Temporada | Temporada | Episodios | Episodios | Primera emisión         | Última emisión          |
| --------- | --------- | --------- | --------- | ----------------------- | ----------------------- |
|           | 1         | 6         | 6         | 26 de noviembre de 2006 | 31 de diciembre de 2006 |
|           | 2         | 52        | 52        | 3 de enero de 2007      | 30 de diciembre de 2007 |
|           | 3         | 51        | 51        | 6 de enero de 2008      | 28 de diciembre de 2008 |
|           | 4         | 52        | 52        | 4 de enero de 2009      | 27 de diciembre de 2009 |
|           | 5         | 52        | 52        | 3 de enero de 2010      | 26 de diciembre de 2010 |
|           | 6         | 52        | 52        | 5 de enero de 2011      | 25 de diciembre de 2011 |
|           | 7         | 53        | 53        | 1 de enero de 2012      | 30 de diciembre de 2012 |
|           | 8         | 52        | 52        | 6 de enero de 2013      | 29 de diciembre de 2013 |
|           | 9         | 52        | 52        | 5 de enero de 2014      | 28 de diciembre de 2014 |
|           | 10        | 52        | 52        | 4 de enero de 2015      | 27 de diciembre de 2015 |
|           | 11        | 48        | 48        | 3 de enero de 2016      | 27 de diciembre de 2016 |
|           | 12        | 53        | 53        | 1 de enero de 2017      | 31 de diciembre de 2017 |
|           | 13        | 52        | 52        | 7 de enero de 2018      | 30 de diciembre de 2018 |
|           | 14        | 52        | 52        | 6 de enero de 2019      | 29 de diciembre de 2019 |
|           | 15        | 52        | 52        | 5 de enero de 2020      | 27 de diciembre de 2020 |
|           | 16        | 51        | 51        | 3 de enero de 2021      | 26 de diciembre de 2021 |
|           | 17        | 52        | 52        | 2 de enero de 2022      | 25 de diciembre de 2022 |
|           | 18        | —         | —         | 1 de enero de 2023      | —                       |

## Logotipos
- (Noviembre 2006-septiembre 2010): La frase «Domingo al día» en mayúscula y las letras tenían forma cuadrangular en un fondo rojo. El logo de pantalla era un círculo rojo en la que iban «Domingo» arriba y «al Día» abajo.
- (Octubre 2010-julio 2012): Es un logo del programa con un cuadro dentro de la frase «Domingo al día». Dentro del cuadro con la palabra «Domingo» arriba, «Al» en el medio y «Día» abajo.
- (Agosto 2012-septiembre de 2019): Es un logo dentro de la «D»; aparece un globo terráqueo de color azul y blanco con las palabras «Domingo» arriba y «al Día» abajo, ambas en mayúscula.
- (Septiembre de 2019-presente): La letra «D» está con puntos dentro de la letra «D» y la frase «Domingo al Día» de color azul.

## Premios y nominaciones
| Año  | Premio                       | Categoría                | Nominación a   | Resultado | Ref.  |
| ---- | ---------------------------- | ------------------------ | -------------- | --------- | ----- |
| 2006 | Premios Luces de El Comercio | Mejor magazine dominical | Domingo al día | Nominado  | [ 9 ] |